# West Dundee
West Dundee är en ort (village) i Kane County, i delstaten Illinois, USA. Enligt United States Census Bureau har orten en folkmängd på 7 402 invånare (2011) och en landarea på 9,6 km².